# Aeroportul Ghanzi
Aeroportul Ghanzi (IATA: GNZ, ICAO: FBGZ) este un aeroport din Botswana ce deservește zona Ghanzi. Aeroportul a fost tranzitat în 2018 de 68 de pasageri. A fost numit după zona deservită.
Situat la o altitudine de 1.137 m, aeroportul dispune de o singură pistă.